# Фиппс, Генри, 1-й граф Малгрейв
Генри Фиппс, 1-й граф Малгрейв (англ. Henry Phipps, 1st Earl of Mulgrave; 14 февраля 1755[…], Лондон — 7 апреля 1831[…], Лондон) — британский политик и военный. Занимал высокие государственные должности в царствие Георга III. Кавалер Ордена Бани, член Тайного совета.
В 1784 избран в Палату общин. В 1792 унаследовал титул барон Малгрейв в пэрстве Ирландии, и стал известен как лорд Малгрейв. Больше всего известен как министр иностранных дел в кабинете Уильяма Питта-младшего в 1805—1806 годах. В 1812 году получил титулы виконт Норманби и граф Малгрейв. Служил Первым лордом Адмиралтейства (1807—1810), начальником Комитета вооружений, (1810—1819).
Его правнук — Эрик Фиппс.